# Dallara F3 2019
El Dallara F3 2019 es un monoplaza de automovilismo desarrollado por el constructor italiano Dallara para su uso en la temporada inaugural del Campeonato de Fórmula 3 de la FIA. El F3 2019 es el primer chasis de la competición. Al igual que el Campeonato de Fórmula 2 de la FIA, todos los equipos y pilotos usan este monoplaza. También se utilizará por todos los participantes en la edición 2019 de la Copa Mundial de F3 de la FIA.
El motor es el mismo del Dallara GP3/16, monoplaza utilizado en GP3 Series (predecesora de Fórmula 3): Mecachrome de 6 cilindros y 3 4 litros, con unos 380 caballos de fuerza.
Como la Fórmula 1 y la Fórmula 2 desde 2018, el F3 2019 usa el Halo para la protección del habitáculo.